# 大菅小百合
大菅 小百合（おおすが さゆり、1980年10月27日 - ）は、日本の元スピードスケート選手、元自転車競技選手。北海道標津郡標津町出身。マネージメント会社はボリバレント

## 略歴
幼少期は習い事として空手・水泳・習字・算盤をチャレンジした。空手は小学生の時に選手権大会に出場、妹の淳子も出場している。スピードスケートの強豪である白樺学園高等学校を卒業した後、1999年に三協精機製作所（現在の日本電産サンキョー）に入社。2002年ソルトレークシティオリンピックで五輪初出場を果たした。
その後、トレーニングの一環で行っていた自転車競技・トラックレースでも頭角を現し、2002年の釜山アジア大会500mタイムトライアルで、当時同種目世界記録保持者の江永華に次いで2位。また2003年に行われた世界自転車選手権B大会の同種目で優勝したことから、2004年アテネオリンピックの出場権を獲得、10位に入った。さらに2006年トリノオリンピックにも出場して3季連続の五輪出場となった。
スピードスケート女子500mの自己ベストは37秒51（2007年世界距離別選手権に記録）で、2009年12月13日に小平奈緒が37秒50を出すまで日本記録だった。
トリノオリンピック後、今までとは違う体制で競技を続けることを希望し、2006年5月20日付で日本電産サンキョーを退社。実業団所属ではなく、一人のプロ選手として活動できる道を模索、スポンサーとなる企業を探すことになった。同年9月1日付で大和ハウス工業が支援してくれることになり「入社」という形をとった。2010年のバンクーバー五輪を目指すことを表明していた。バンクーバー五輪のある2009-10年シーズンはいつにも増して絶不調。元々スタートのピストルが鳴ってからの反応が遅い選手ではあるが、その反応がさらに遅く、持ち前のスタートダッシュを活かすことができなくなってしまった。ワールドカップに出場するも1ケタ順位はゼロ、最高でも10位と振るわなかった。エムウェーブで行われた五輪代表選考会でも500mで6位、1000mで16位と振るわず、バンクーバー行きを逃した。
2011年6月1日に現役引退を表明。
2014年まで大和ハウススケート部で及川佑のコーチを務めるが、2015年3月31日をもって退社。
2014年8月15日、元陸上競技選手の秋本真吾と結婚。2016年、第1子妊娠を公表。2017年3月20日に長女を出産。

## オリンピック記録・結果
- 2002年　ソルトレイク五輪
  - スピードスケート女子500m12位（1分16秒42＝37秒82＋38秒60）
  - スピードスケート女子1000m18位（1分16秒48）
- 2004年　アテネ五輪
  - 自転車女子500mタイムトライアル10位（35秒045）
- 2006年　トリノ五輪
  - スピードスケート女子500m8位（77秒39=38秒74+38秒65）

## 人物
- 妹の小原淳子も元スピードスケート選手で、姉と同じく三協精機に所属していた。同じ会社所属の姉妹選手と言う事で話題となる事があり、フジテレビ系『ジャンクSPORTS』等に姉妹で出演した。妹・淳子は2006年春に姉・小百合より僅かに先行する形で日本電産サンキョーを退社し、小百合の大和ハウスへの所属が決まった後に姉のマネージメントを務めるようになった。元同僚の小原唯志は義弟に当たる。
- 標津小学校・標津中学校時代は、アメリカンフットボール選手の椙田圭輔と同級生。
- 4歳ごろから小学6年までは空手、中学はソフトボール[10]。
- 特技はピアノ。
- TBSテレビ「バンクーバーオリンピック2010」では「スピードスケート 女子500m」（2月17日放送）にてプレイヤーゲストとして出演した[11]。
- 大好物は「つけ麺屋やすべえ」の辛味つけ麺味玉チャーシューのせ。
- 日本テレビ「行列のできる法律相談所新春2時間スペシャル」（2015年1月4日放送）としてゲスト出演した[12]。

## 参考サイト
- 大菅小百合…韓国式猛練習で浮上誓う - 読売新聞2009年12月17日